# Xihe (köpinghuvudort i Kina, Hubei Sheng, lat 31,01, long 114,01)
Xihe (kinesiska: 西河镇) är en köpinghuvudort i Kina. Den ligger i provinsen Hubei, i den centrala delen av landet, omkring 54 kilometer nordväst om provinshuvudstaden Wuhan. Antalet invånare är 20 285. Befolkningen består av 10 076 kvinnor och 10 209 män. Barn under 15 år utgör 16,0 %, vuxna 15-64 år 70 %, och äldre över 65 år 12,0 %.
Runt Xihe är det tätbefolkat, med 982 invånare per kvadratkilometer. Närmaste större samhälle är Xiaogang, 10,5 km nordväst om Xihe. Trakten runt Xihe består till största delen av jordbruksmark.
Genomsnittlig årsnederbörd är 1 631 millimeter. Den regnigaste månaden är juli, med i genomsnitt 255 mm nederbörd, och den torraste är december, med 20 mm nederbörd.